# Sterisol
Sterisol är ett svenskt företag som tillverkar hudrengöringsprodukter såsom tvål. Företaget har sitt säte och produktion i Vadstena. Företaget säljer nästan uteslutande till storförbrukare såsom företag och inte till privatpersoner. Anpassningen till storförbrukare speglas av att produkterna är anpassade för väggmontage. 
Företaget har 55 anställda (2018). Det omsatter 101 miljoner kronor år 2018 och gjorde samma år en förlust på 3 miljoner kronor. 
Sterisol har sitt ursprung ur uppfinnandet av det system som gör det möjligt att göra en konserveringsmedelsfri produkt. Produkten utvecklades 1977 i KemaNobelkoncernen av KeNova och Barnängens storförbrukaravdelning. 1980 blev Sterisol en egen del av Nobelkoncernen. 1982 köptes företaget Glykocid som hade lokaler i Vadstena. I och med förvärvet flyttade Sterisol till Vadstena. 1992 förvärvades Sterisol av de nuvarande ägarna Gepegruppen.